# Debbie Lesko

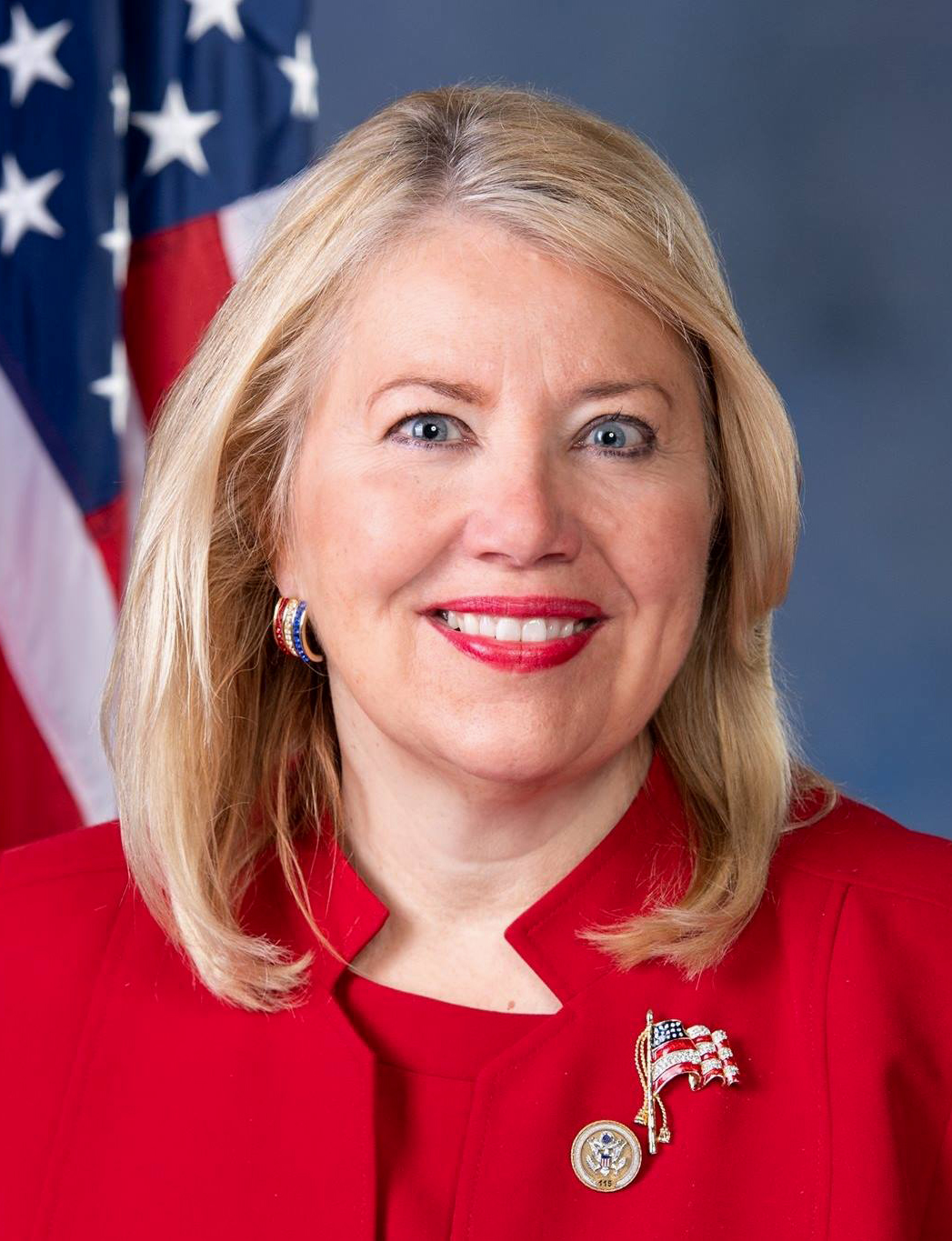
Debbie Lesko (2018)

Debra Kay „Debbie“ Lesko (geb. Lorenz, * 14. November 1958 in Sheboygan, Wisconsin) ist eine amerikanische Politikerin der Republikanischen Partei. Sie war von Mai 2018 bis Januar 2025 Mitglied des US-Repräsentantenhauses für den 8. Kongresswahlbezirk Arizonas. Zuvor war sie Mitglied beider Kammern der dortigen State Legislature.

## Familie und Ausbildung
Lesko erwarb den Bachelor of Business Administration an der University of Wisconsin.
Mitte der 1990er Jahre verließ Lesko ihren damaligen Ehemann, der jahrelang gewalttätig gegen sie gewesen war und gedroht hatte, Lesko umzubringen und sich der gemeinsamen Tochter zu bemächtigen. Sie engagiert sich seitdem ehrenamtlich in einer Beratungsstelle gegen häusliche Gewalt.
Lesko lebt in Peoria, ist verheiratet und hat drei erwachsene Kinder.

## Politische Laufbahn

### Auf Bundesstaatsebene
Lesko engagiert sich seit etwa 1998 politisch, zuerst für etwa ein Jahrzehnt als Ehrenamtliche innerhalb der Republikanischen Partei Arizonas und auf lokaler Ebene im Bildungs- und Freiwilligenbereich. So war Lesko Vorsitzende der Republikaner im Legislative District 9 Arizonas und war innerhalb ihrer Partei für die Wählerregistrierung im Maricopa County zuständig. Sie arbeitete auch als hearing officer (Verwaltungsrichterin) des North Valley Justice Court. Von 2005 bis 2008 gehörte sie dem Aufsichtsrat der Arizona Federation of Taxpayers an und ist Mitglied des Lions Clubs sowie des Waffenlobbyisten National Rifle Association.
Im Sepmteber 2008 wurde Lesko für den 21., vor allem Peoria umfassenden Wahlbezirk in das Repräsentantenhaus von Arizona gewählt. Sie gehörte dieser Kammer der State Legislature von 2009 bis 2015 an, von 2010 bis 2012 als Geschäftsführerin der Mehrheitsfraktion (Majority Whip). Bei der Wahl 2014 wurde sie für den geographisch identischen 21. Senatsbezirk in die andere Kammer, den Senat von Arizona, gewählt, dem sie von 2015 bis 2018 angehörte, ab 2017 als Senatspräsidentin pro tempore. Als eigenen Erfolg gab sie an, eine komplexe Änderung der Gesetzgebung zu Pensionsansprüchen der Bundesstaatspolizei und -feuerwehr durchgesetzt zu haben, die Einsparungen an öffentlichen Mitteln in Höhe von 500 Millionen Dollar jährlich einbringt.
Im Staatssenat war Lesko Mitglied im Bewilligungs-, Gesundheits- und Regelausschuss. 2016 war sie zudem Vorsitzende des Finanzausschusses und Vizevorsitzende des Ausschusses zur Reform von Haushalt und Staatsverschuldung. Sie trat von ihrem Mandat am 8. Januar 2018 zurück, um sich auf den Wahlkampf für das US-Repräsentantenhaus zu konzentrieren.

### Im US-Repräsentantenhaus
Nachdem der bisherige republikanische Abgeordnete des 8. Kongresswahlbezirks des Bundesstaats, Trent Franks, wegen des Vorwurfs sexueller Übergriffe gegen zwei Mitarbeiterinnen im Dezember 2017 zurückgetreten war, kam es zu einer außerordentlichen Nachwahl für seinen Sitz im Repräsentantenhaus der Vereinigten Staaten, bei dem sich Debbie Lesko für die Republikaner bewarb. Bei der parteiinternen Vorwahl setzte sich Lesko in einem Feld von zwölf Bewerbern als einzige Frau durch. Sie erhielt dabei 35,8 Prozent der abgegebenen Stimmen (etwa 25.000 von insgesamt 71.000).
Bei der Nachwahl am 24. April 2018 schlug Lesko ihre demokratische Gegenkandidatin Hiral Tipirneni mit 52,6 zu 47,4 Prozent der Stimmen. Der Kongresswahlbezirk, der die westlichen Vorstädte von Phoenix umfasst, gilt als eine der konservativen Hochburgen der Republikaner in Arizona mit einer weitgehend weißen und älteren Bevölkerung, zu der beispielsweise die Rentnerstadt Sun City gehört. Donald Trump hatte den Bezirk bei der Präsidentschaftswahl 2016 mit 21 Prozentpunkten Vorsprung gewonnen. Republikanisch gesinnte Gruppen von außerhalb unterstützten Leskos Wahlkampf mit über einer Million Dollar, nachdem im Monat zuvor der Demokrat Conor Lamb bei einer außerordentlichen Nachwahl in einem konservativ geprägten Kongresswahlbezirk Pennsylvanias gewonnen hatte. Der nur knappe Sieg Leskos wurde als negatives Signal für die Republikaner gewertet, die bei den Halbzeitwahlen im November 2018 mit Verlusten zu rechnen haben. Während sich Tiperni für eine allgemeine Krankenversicherung einsetzte, bezeichnete Lesko diese Pläne als zu radikal für diesen Bezirk und sprach sich unter anderem für den Bau einer Mauer an der Grenze zu Mexiko aus. Zudem lobte Lesko die von den Republikanern im Kongress 2017 durchgesetzte Steuerreform, die eine breite Absenkung von Steuersätzen insbesondere für hohe Einkommen vorsieht. Präsident Trump hatte sich aus dem Wahlkampf herausgehalten. Zuletzt hatte ein Demokrat den Wahlbezirk in den frühen 1980er Jahren gewonnen. Tiperni kündigte an, sich bei der regulären Wahl im November 2018 wieder um dieses Mandat zu bewerben. Nach dem Sieg beider in der jeweiligen parteiinternen Vorwahl am 28. August 2018 traten sie bei der Hauptwahl im November 2018 wieder gegeneinander an. Lesko konnte sich diesmal mit 56,7 % der Stimmen gegen Tipirneni durchsetzten, die 43,3 % erhielt.
Lesko wurde am 7. Mai 2018 im Kongress vereidigt und trat daraufhin ihr Mandat an. Sie schloss sich dem rechtskonservativen Freedom Caucus – dem auch ihr Mandatsvorgänger Trent Franks angehörte – als einziges weibliches Mitglied an.
Das Weiße Haus gab im Januar 2020 bekannt, dass Lesko zum Beraterteam der Verteidigung zum Amtsenthebungsverfahren gegen den Präsidenten gehören werde. Dies beinhaltet die Koordinierung der Verteidigungsstrategie, aber keine eigenen Auftritte vor dem Senat.
Im Oktober 2023 gab Lesko bekannt, 2024 nicht zur Wiederwahl anzutreten. Damit schied sie zum 3. Januar 2025 aus dem Repräsentantenhaus aus.

## Positionen und Auszeichnungen
Lesko hat sich als konservative Republikanerin und Anhängerin Präsident Trumps sowie seiner Politik positioniert. So setzt sie sich für eine stärkere Grenzsicherung und eine härtere Anwendung der Gesetze gegen Immigration ein. Im September 2013 unterstützte sie als eine von 36 republikanischen Mandatsträgern eine – letztlich erfolglose – Klage gegen die republikanische Gouverneurin Jan Brewer, um die geplante Erweiterung von Obamacare auf Bundesstaatsebene zu verhindern. 2014 erreichte sie, dass Golfmobile – die von vielen Rentnern ihres Wahlkreises als Fortbewegungsmittel bevorzugt werden – am Rand von öffentlichen Straßen gleichberechtigt mit anderen Verkehrsmitteln benutzt werden dürfen.
Lesko wurde für ihre legislative Arbeit von wirtschaftsnahen Organisationen ausgezeichnet, so als „Leader of the Year in Public Policy“ von der Zeitung Arizona Capitol Times, als „Legislator of the Year“ 2013 durch die Vereinigung der Einzelhändler des Bundesstaats (Arizona Retailers) und als „Guardian of Small Business“ durch die National Federation of Independent Businesses. Sie ist Vorsitzende des wirtschaftsnahen American Legislative Exchange Council für Arizona und gehört auf Bundesebene dessen Board of Directors an. Bildungspolitisch setzt sich Lesko im Sinne konservativer Politiker wie der ehemaligen US-Bildungsministerin Betsy DeVos für eine weitgehende Wahlfreiheit ein, was die Pflicht zum Besuch öffentlicher Schulen gegenüber dem Abhalten von Hausunterricht begrenzen würde.
Lesko gehörte zu den Mitgliedern des Repräsentantenhauses, die bei der Auszählung der Wahlmännerstimmen bei der Präsidentschaftswahl 2020 für die Anfechtung des Wahlergebnis stimmten. Präsident Trump hatte wiederholt propagiert, dass es umfangreichen Wahlbetrug gegeben hätte, so dass er sich als Sieger der Wahl sah. Für diese Behauptungen wurden keinerlei glaubhafte Beweise eingebracht. Der Supreme Court wies eine entsprechende Klage mit großer Mehrheit ab, wobei sich auch alle drei von Trump nominierten Richter gegen die Klage stellten.